# W3m
w3m est un navigateur web libre et open source en mode texte. Il supporte les tableaux, les cadres (frames), les connexions SSL, les couleurs, et même les images en ligne pour les terminaux qui le permettent. Son rendu approche le plus possible de celui de navigateurs graphiques.
Le nom de « w3m » représente « WWW-wo-miru », qui signifie littéralement en japonais « voir le WWW ».
w3m est également utilisé par l'éditeur de texte Emacs, via le module Emacs Lisp « w3m.el ». Ce module permet une navigation rapide sur des pages web depuis Emacs. Cependant, le rendu des pages web n'a pas lieu en Emacs Lisp ; seul l'affichage final est traité par Emacs Lisp à partir du rendu donné par l'application w3m. w3m est ainsi beaucoup plus rapide que Emacs/W3, qui réalise tout en Emacs Lisp, aussi bien le traitement que l'affichage.